# Ressemblance familiale

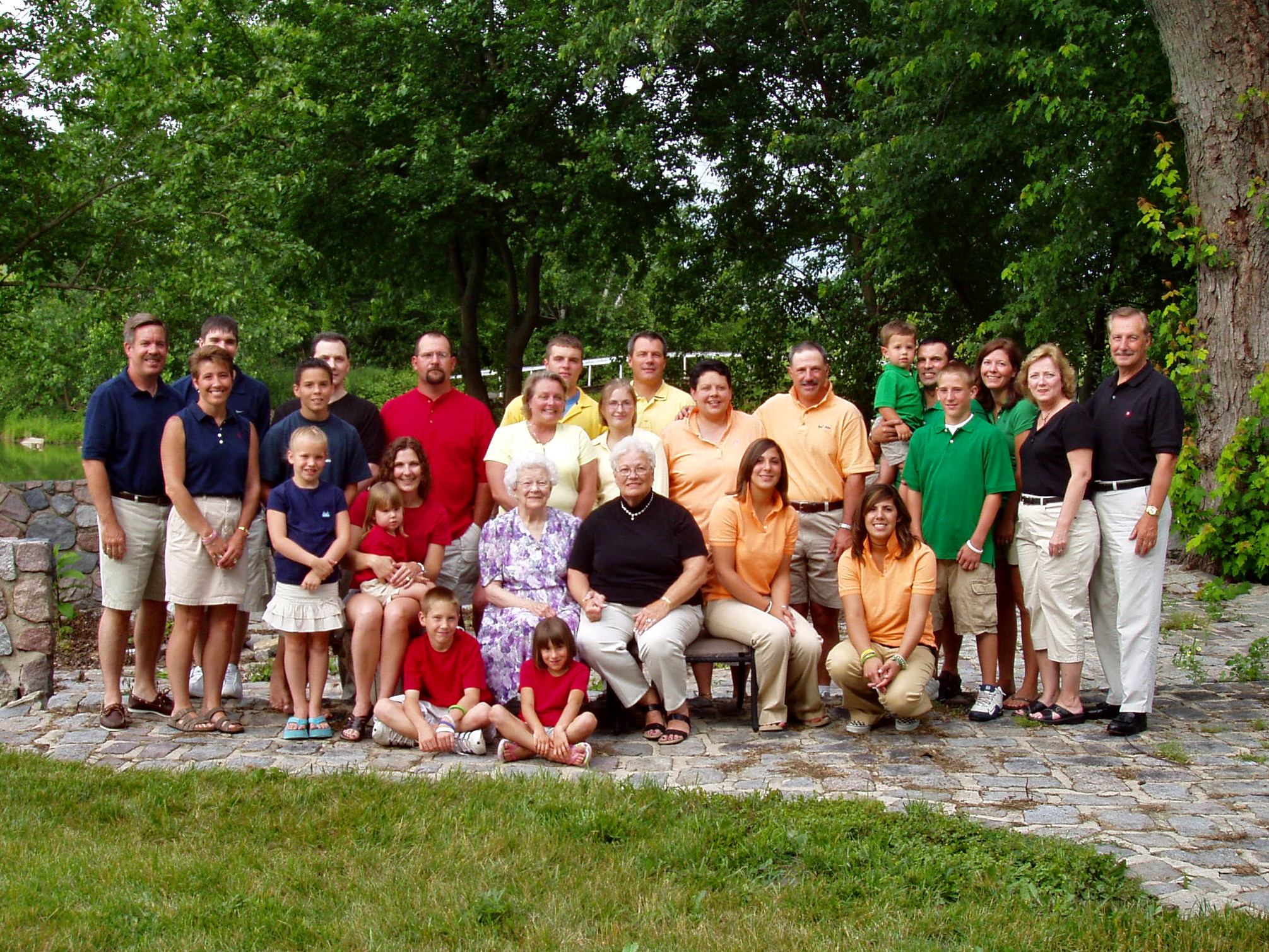
Quels sont les points communs ou « ressemblances » entre les membres d'une même famille ?

La ressemblance familiale (allemand : Familienähnlichkeit) est une idée philosophique popularisée par Ludwig Wittgenstein, dont le livre publié à titre posthume Philosophical Investigations (1953) donne la définition la plus courante. Selon cette définition, des objets classés dans le même groupe peuvent être reliés entre eux par des similitudes qui se chevauchent en série, sans qu'aucune ne soit commune à tous. Wittgenstein donne les jeux pour exemple, devenu emblématique, d'un groupe basé sur des ressemblances familiales. Wittgenstein aurait emprunté l'idée et le terme à Nietzsche qui, comme de nombreux philologues du XIXe siècle, les appliquait aux familles linguistiques. 
La première mention de « ressemblance familiale » se trouve chez Arthur Schopenhauer (1788-1860) (Le Monde comme volonté et comme représentation - §§17, 27, 28) qui en attribue la paternité à l'école de pensée de Friedrich Wilhelm Joseph von Schelling (1775– 1854). Comme démontré, la cible polémique de Schopenhauer est Henrik Steffens (1773-1845), un élève de Schelling. La mention suivante apparaît dans un commentaire de 1930 sur les idées de Spengler. Le concept transparaît souvent dans les travaux ultérieurs de Wittgenstein. Dans les Investigations, il est présenté comme une réponse à des questions sur la forme générale des propositions et l'essence du langage, questions qui ont nourri la carrière philosophique de Wittgenstein. La ressemblance familiale serait donc au cœur du Wittgenstein tardif, selon certains exégètes. 
Depuis la publication des Investigations, la notion de ressemblance familiale a alimenté non seulement le débat philosophique, mais aussi des applications en dehors de la philosophie. Par exemple, elle a fondé une nouvelle forme, « polythétique », de classification, par opposition à la forme traditionnelle, maintenant désignée comme « monothétique ». Elle a aussi été reprise par les sciences cognitives dans la récente théorie des prototypes. À mesure que l'idée gagne en popularité, des exemples antérieurs à Wittgenstein sont redécouverts, par exemple dans la taxonomie du XVIIIe siècle et chez Vygotsky et Tatarkiewicz. 

## Contexte philosophique
Le contexte local où le sujet des ressemblances familiales apparaît est la critique de Wittgenstein du langage. Dans Philosophical Investigations §65-71, la pluralité des utilisations du langage est comparée à la pluralité des jeux. Ensuite, il est affirmé que les jeux ont des caractéristiques communes, mais aucune caractéristique n'est trouvée dans chacun d'eux. L'argument est devenu célèbre sous la rubrique « jeux de langage ». 
Le contexte plus large dans lequel la philosophie de Wittgenstein se développe se penche sur son opposition intransigeante aux essences, aux entités mentales et à d'autres formes d'idéalisme qui étaient en fait acceptées dans la philosophie continentale au tournant du siècle précédent. À son avis, la principale cause de ces erreurs est le langage et son utilisation non critique. Dans la vision reçue, les concepts, catégories ou classes sont supposés s'appuyer sur les caractéristiques nécessaires communes à tous les éléments qu'ils couvrent. L'abstraction est la procédure qui reconnaît cette nécessité et en tire des essences, mais en l'absence d'une seule caractéristique commune, elle est vouée à l'échec. 

## Terminologie
Le terme « ressemblance familiale » ou « air de famille » comme caractéristique de la philosophie de Wittgenstein doit beaucoup à sa traduction en anglais. Wittgenstein, qui a écrit principalement en allemand, a utilisé le mot composé Familienähnlichkeit, mais en parlant et en conversant en anglais, il a utilisé la notion de « ressemblance familiale » (par exemple Le Livre bleu, p.17,33 ; The Brown Book, §66). Cependant, dans les Recherches philosophiques, le mot séparé Ähnlichkeit a été traduit par « similitude » (§§11,130,185,444) et à deux reprises (§§9,90), il est donné comme « similaire ». Le mot-famille allemand est courant et se trouve dans le dictionnaire de Grimm ; une occurrence rare de « ressemblance familiale » a été notée dans une conférence de J. F. Moulton en 1877. 

## Exemples et citations
Les jeux sont le principal exemple considéré par Wittgenstein dans son texte où il mentionne également des nombres et fait une analogie avec un fil. Il développe son argumentation en insistant sur le fait que, dans de tels cas, il n'y a pas de frontière claire mais qu'il y a une certaine ambiguïté si cette indéfinissabilité peut être séparée du point principal. 
Dans le paragraphe 66, Wittgenstein nous invite à considérer à titre d'exemple les procédures que nous appelons « jeux », afin de voir s’il y a quelque chose de commun à tous.

La section mentionne les jeux de cartes, les jeux de société, les jeux de balle, le jeu d'échec, le jeu du moulin, les rondes, le tennis, et examine des caractéristiques telles que le caractère divertissant ou non du jeu, l'habileté qu'il requiert, etc. Wittgenstein conclut alors : 
Et nous pouvons, en parcourant ainsi de multiples autres groupes de jeux, voir apparaître et disparaître des ressemblances. Et le résultat de cet examen est que nous voyons un réseau complexe de ressemblances qui se chevauchent et entrecroisent. Des ressemblances à grande et à petite échelle.
Au paragraphe 67, il commence par déclarer : 
Je ne saurais mieux caractériser ces ressemblances que par l'expression d'« airs de famille » ; car c'est de cette façon que les différentes ressemblances existant entre les membres d'une même famille — taille , traits du visage, couleur des yeux, démarche, tempérament, etc. — se chevauchent et s'entrecroisent. Je dirai donc que les « jeux » forment une famille.
Il étend ensuite l'illustration : 
De même, les différentes catégories de nombres, par exemple, forment une famille. Pourquoi appelons-nous quelque chose un « nombre » ? Eh bien, peut-être parce qu’il a un lien de parenté — direct — avec plusieurs choses qui ont jusqu’ici été appelées nombre ; et on peut dire qu'il acquiert de ce fait un lien de parenté indirect avec d’autres choses que nous nommons également ainsi. Et nous étendons notre concept de nombre de la même façon que nous enroulons, dans le filage, une fibre sur une autre. Et la solidité du fil ne réside pas dans le fait qu’une seule fibre le traverse toute dans toute sa longueur, mais dans le chevauchement de nombreuses fibres.
Le problème des frontières commence au paragraphe 68 : 
Je peux en effet donner ainsi au concept de « nombre » des limites strictes, c’est-à-dire utiliser le mot « nombre » pour un concept rigoureusement délimité, mais je peux aussi l’utiliser pour que l’extension du concept ne soit pas circonscrite par une limite. Et c’est bel et bien ainsi que nous employons le mot « jeu ». Car comment le concept de jeu est-il délimité ? Qu’est-ce qui compte encore comme un jeu, et qu'est-ce qui n'en est plus un ? Peux-tu en indiquer les limites ? Non. Tu peux tracer certaines limites, car jusqu'ici aucune n’a été tracée. (Mais cela ne t'a auparavant jamais troublé quand tu utilisais le mot « jeu ».)

## Modèles formels
Il existe quelques modèles simples, qui peuvent être dérivés du texte des paragraphes 66-9. Le plus simple, qui correspond à l'exposé de Wittgenstein, semble être du type sorite. Il consiste en une collection d'articles Item_1, Item_2, Item_3 ... décrits par les caractéristiques A, B, C, D ,. . .: 
Item_1 : ABCD  
 Item_2 : BCDE  
 Item_3 : CDEF  
 Item_4 : DEFG  
 Item_5 : EFGH  
 . . . . . . . . . . . . . 
Dans cet exemple, qui présente une famille ordonnée indéfiniment étendue, la ressemblance est observée dans les fonctionnalités partagées : chaque élément partage trois fonctionnalités avec ses voisins, par exemple Item_2 est comme Item_1 à l'égard de B, C, D et comme Item_3 à l'égard de C, D, E. Évidemment, ce que nous appelons la « ressemblance » implique différents aspects dans chaque cas particulier. Il est également considéré comme d'un « degré » différent et ici, il s'estompe avec la « distance »: Item_1 et Item_5 n'ont rien en commun. 
Un autre modèle simple est décrit comme suit : 
Item_1 : ABC  
 Item_2 : BCD  
 Item_3 : ACD  
 Item_4 : ABD  
 Il présente la présence d'un degré constant de ressemblance et l'absence d'un trait commun sans s'étendre à l'infini. 
Wittgenstein rejette la disjonction de caractéristiques ou de « propriétés », c'est-à-dire l'ensemble {A, B, C, D, ..}, comme quelque chose partagé par tous les éléments. Il admet qu'un « partage » est commun à tous mais estime qu'il n'est que verbal : 
Si quelqu’un voulait dire : « Il y a quelque chose de commun à toutes ces constructions, à savoir la disjonction de toutes leurs propriétés communes, je devrais répondre : Maintenant, vous ne jouez qu’avec les mots ». On pourrait aussi bien dire : « Quelque chose traverse tout le fil, à savoir le chevauchement continu de ces fibres ».

## Applications notables
- Thomas Kuhn utilise le concept de Wittgenstein au chapitre V (« La priorité des paradigmes » ) de son célèbre The Structure of Scientific Revolutions (1962). Les paradigmes ne sont pas réductibles à des ensembles de règles scientifiques découvrables, mais consistent en des hypothèses qui se rapportent à d'autres règles reconnues par des parties d'une communauté scientifique[10].
- Morris Weitz a d'abord appliqué des ressemblances familiales pour tenter de décrire l'art[11]. Qui a ouvert un alambic[Quand ?] poursuite du débat[12].
- Umberto Eco a soutenu que si les régimes peuvent différer énormément dans leurs particularités, les manifestations du fascisme peuvent être reconnues par une sorte de ressemblance familiale[13].
- Renford Bambrough a proposé que « Wittgenstein ait résolu ce qui est connu comme le problème des universaux » et a dit de sa solution (comme Hume l'a dit du traitement de Berkeley sur le même sujet) que c'est « l'une des découvertes les plus grandes et les plus précieuses qui ait été faite des dernières années dans la république des lettres[14] ». Son point de vue a donné lieu à de nombreux autres commentaires[15].
- Rodney Needham a exploré les ressemblances familiales en relation avec le problème de l'alliance et a noté leur présence dans la taxonomie où elles sont connues comme une classification polythétique[6].
- Eleanor Rosch a utilisé des ressemblances familiales dans ses études cognitivistes[16]. D'autres recherches cognitives[17] ont montré que les enfants et même les singes rhésus ont tendance à utiliser des relations de ressemblance familiale plutôt que des règles explicites[18] lors de l'apprentissage des catégories.
- Dans le domaine des sciences sociales, la métaphore des airs de famille permet, pour Bastien Bosa, « de penser les concepts comme des outils de comparaison (comme des « étalons », aurait dit Wittgenstein), plutôt que comme des idées préconçues face auxquelles la réalité devrait se situer. »[19].

## Études de jeu
La suggestion de Wittgenstein (PI, §66) concernant l'impossibilité de formuler une définition des jeux dépeint une situation difficile pour les disciplines, qui impliquent les jeux comme sujet, car elle nie la possibilité de savoir ce que sont les jeux. Une solution possible consiste à souligner que Wittgenstein ne fait que mettre en œuvre sa tentative infructueuse de définir le concept de jeu, car il voulait démontrer un mécanisme du langage. Il n'était pas particulièrement préoccupé par les jeux, ni par le concept de « jeu », mais il était intéressé par les conséquences d'un échec définitif. La démonstration vise à montrer qu'il n'y a aucune raison de rechercher de véritables définitions, qui décrivent les attributs essentiels des choses, mais plutôt des définitions nominales, qui décrivent l'utilisation du terme dans une communauté. Il a relié cette idée aux jeux de langage - expressions linguistiques combinées à l'action - comme une alternative plus adéquate pour expliquer la fonction du langage. Confondre cela est son choix de qualifier l'approche (PI, §7) de « jeux de langage », alimentant davantage l'impression qu'il donne un aperçu du concept de jeu. Wittgenstein n'était pas intéressé par les jeux mais par la langue, donc ses théories et exemples ne sont que superficiellement liés aux disciplines académiques avec les jeux comme sujet. 

## Critiques et commentaires
Philosophical Investigations est le principal texte utilisé pour discuter des ressemblances familiales, même si le sujet apparaît également dans d'autres travaux de Wittgenstein, notamment The Brown Book. De nombreuses contributions à la discussion proviennent de personnes impliquées dans la recherche philosophique mais soucieuses de questions plus pragmatiques telles que la taxonomie ou le traitement de l'information. Hans Sluga a observé que « la notion de ressemblance familiale ... s'appuie sur deux ensembles d'idées assez différents, deux vocabulaires différents, mais les traite comme s'ils étaient une seule et même chose. Le premier est le vocabulaire de la parenté, de la descendance, d'une sorte de connexion réelle et causale .. le second est celui de la similitude, de la ressemblance, de l'affinité et de la correspondance ». 
Le principal objectif de la critique est [réf. nécessaire]   la notion de similitude, qui est instrumentale pour la ressemblance familiale. Une similitude est toujours trouvée pour deux objets sélectionnés arbitrairement, ou une série d'intermédiaires peuvent les lier dans une famille. Ce problème a été appelé sous-détermination ou texture ouverte[réf. nécessaire]. Certes, l'infini n'est que potentiel[pas clair] mais pour toute famille finie, un élément commun peut être souligné, surtout si les propriétés relationnelles sont prises en considération[Par exemple ?]. L'insistance de Wittgenstein sur le fait que les frontières n'existent pas vraiment mais peuvent être tracées arbitrairement a été décrite comme du conventionnalisme et plus généralement l'acceptation de sa conception a été considérée comme présentant un nominalisme raffiné.    

## Voir également
- Théorie du prototype